# Infiniti Q70
A Infiniti Q60 é um veículo sedã grande produzido pela Infiniti, sendo o sucessor do Infiniti Série M.